# Маунт Вернон (Џорџија)
Маунт Вернон (Џорџија) (енгл. Mount Vernon) град је у америчкој савезној држави Џорџија. По попису становништва из 2010. у њему је живело 2.451 становника.

## Демографија
Према попису становништва из 2010. у граду је живело 2.451 становника, што је 369 (17,7%) становника више него 2000. године.
| Група             | 2000.         | 2010.         |
| Белци             | 1.158 (55,6%) | 1.223 (49,9%) |
| Афроамериканци    | 871 (41,8%)   | 1.051 (42,9%) |
| Азијати           | 13 (0,6%)     | 13 (0,5%)     |
| Хиспаноамериканци | 33 (1,6%)     | 133 (5,4%)    |
| Укупно            | 2.082         | 2.451         |